# Total Eclipse of the Heart
"Total Eclipse of the Heart" is een power ballad geschreven en geproduceerd door Jim Steinman. De oorspronkelijke uitvoering is door de Welshe zangeres Bonnie Tyler uit 1983.

## Achtergrond
De versie van Tyler werd wereldwijd een gigantische hit en bereikte de nummer 1-positie in de Verenigde Staten, Canada, Australië, Nieuw-Zeeland, Ierland en thuisland het Verenigd Koninkrijk. In totaal zijn van de oorspronkelijke versie uit 1983 ruim 5 miljoen exemplaren verkocht. De mannelijke stem die constant "Turn around (bright eyes)" zingt is van Rory Dodd.
In Nederland werd de plaat op maandag 7 maart 1983 door dj Frits Spits en producer-invaller Tom Blomberg in het populaire radioprogramma De Avondspits verkozen tot de 236e NOS Steunplaat van de week op Hilversum 3 en werd mede hierdoor een radiohit in de destijds drie landelijke hitlijsten op de nationale publieke popzender. De plaat bereikte de 24e positie in de Nederlandse Top 40, de 21e positie in de TROS Top 50 en de 18e positie in de Nationale Hitparade. In de Europese hitlijst op Hilversum 3, de TROS Europarade, werd de 22e positie bereikt.
In België bereikte de single de 14e positie in de voorloper van de Vlaamse Ultratop 50 en de 26e positie in de Vlaamse Radio 2 Top 30. In Wallonië werd géén notering behaald.
De plaat is vervolgens verscheidene malen gecoverd, en herwerkt (samen met Michael Kunze) voor de musical Tanz der Vampire als "Totale Finsternis". De cover door Nicki French bereikte in de Verenigde Staten en thuisland het Verenigd Koninkrijk de top 5.
Sinds de allereerste editie in december 1999 staat de plaat onafgebroken genoteerd in de jaarlijkse NPO Radio 2 Top 2000 van de Nederlandse publieke radiozender NPO Radio 2, met als hoogste notering een 86e positie in 1999.

## Hitnoteringen

### NPO Radio 2 Top 2000
| Nummer met noteringen in de NPO Radio 2 Top 2000 | '99 | '00 | '01 | '02 | '03 | '04 | '05 | '06 | '07 | '08 | '09 | '10 | '11 | '12 | '13 | '14 | '15 | '16 | '17 | '18 | '19 | '20 | '21 | '22 | '23 | '24 |
| ------------------------------------------------ | --- | --- | --- | --- | --- | --- | --- | --- | --- | --- | --- | --- | --- | --- | --- | --- | --- | --- | --- | --- | --- | --- | --- | --- | --- | --- |
| Total Eclipse of the Heart                       | 86  | 133 | 142 | 124 | 215 | 208 | 264 | 352 | 316 | 245 | 486 | 478 | 503 | 629 | 579 | 645 | 664 | 647 | 619 | 480 | 481 | 434 | 506 | 542 | 452 | 508 |

1. ↑  Een vetgedrukt getal geeft de hoogste notering aan.

### JOE FM Hitarchief Top 2000
| "Total Eclipse of the Heart" | "Total Eclipse of the Heart" | "Total Eclipse of the Heart" | "Total Eclipse of the Heart" | "Total Eclipse of the Heart" | "Total Eclipse of the Heart" | "Total Eclipse of the Heart" |
| Jaar                         | 2009                         | 2010                         | 2011                         | 2012                         | 2013                         | 2014                         |
| ---------------------------- | ---------------------------- | ---------------------------- | ---------------------------- | ---------------------------- | ---------------------------- | ---------------------------- |
| Positie                      | 45                           | 59                           | 48                           | 29                           | 31                           | 47                           |